# Biotic Baking Brigade
La Biotic Baking Brigade (Brigada de repostería biótica en español o Brigada Lanza Tartas) es un grupo de activistas que se han hecho famosos por tirar tartas a la cara de figuras destacadas de la economía , la política y la sociedad internacionales. Han recibido los tartazos:  Bill Gates, los alcaldes de San Francisco Willie Brown y Gavin Newsom, el predicador anti-gay Fred Phelps, el economista Milton Friedman, el rey sueco Carl Gustaf, el ex primer ministro canadiense Jean Chrétien, el periodista conservador William F. Buckley, el político holandés de derechas Pim Fortuyn, el ex director de la OMC Renato Ruggiero y Ann Coulter, entre otros.
El grupo defiende una filosofía de izquierdas, con miembros también activos en ecología, justicia social, derechos de los homosexuales, derechos de los animales, y movimientos feministas, con conexiones con grupos como ¡La Tierra Primero!, Food Not Bombs, y ACT UP. Se opone al neoliberalismo corporativo, así como a cualquier institución o individuo que cometa "crímenes contra las personas y la tierra."
En relación con el grupo, el popular activista Jim Hightower ha declarado que "las tartas del BBB son el Boston Tea Party de nuestros días modernos, enviando un serio mensaje en voz baja a la oligarquía corporativa." Jello Biafra se ha preguntado de forma similar: "¿Es el humor oportuno una de las mejores tácticas de protesta que existen?". La prueba está en las tartas y su crema."
Sus miembros han sido juzgados por lesiones y agresiones como consecuencia de tal pasteleo. 